# 犬神人

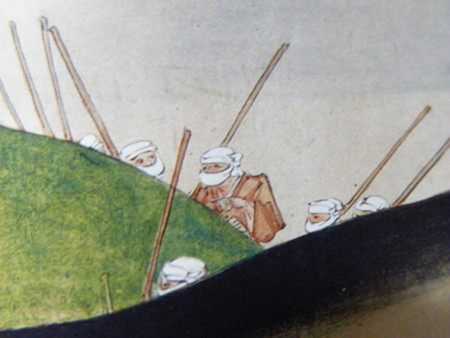
『本願寺聖人伝絵』にみえる犬神人。これが犬神人を描いた最古の絵巻といわれる。

犬神人（いぬじにん、いぬじんにん）は、中世から近世にかけて大社に従属した下級神官。弦召（つるめそ）とも呼ばれ、神人に順ずる。境内や御幸路の死穢の清掃などに従事した。祇園神社（八坂神社、祇園感神院）の犬神人は有名である。
祇園社以外にも、応永2年（1395年）『鶴岡事書日記』5月10日条に境内で馬血を取る者を犬神人をして取り締まらせる記事があり、諸社に存在したとみられる。

## 犬神人の起源
長元4年（1031年）秋霖の卜占によって宣旨を下し祇園四至葬送法師を捕獲して神祇官で「科祓」をうけさせているのが『小右記』に見える。これが境内の不浄死穢を追放した始まりである。
康永3年（1344年）の『八坂神社文書』133号「感神院所司等申状案」によれば、延久の荘園整理令（1069年）で鴨川東岸の三条～五条間の河原田畑の領有を認められたとき、これを祇園社より社恩として非人に賜い、犬神人と号したという。この文書は建仁寺との争論に基づいて出されたものであり、300年近く遡る延久年間の事情を正確に語るものではない。しかし祇園社境内を追い出され近辺の河原に移り住んだ葬送法師たちが平安・鎌倉のある時点で「犬神人」として把握された、ということは事実と思われる。
日蓮の『御書』には、嘉禄3年（1227年）の山門（比叡山延暦寺）の法然墓所破却を「犬神人（つるめそう）」に命じて行ったとあり、これが祇園社犬神人の初見と思われる。祇園関係の史料にはっきりと現れるのは弘安9年（1286年）の「感神院所司等申状案」（『八坂神社文書』1270号）で、「以公人、宮仕、犬上人等」とあり、山門或いは祇園社家に仕える用務の者として使役されている。

## 活動
先述の墓所破却以前にも犬神人によるものかは定かではないが祇園社家が承久元年（1219年）に犯科人の住宅を破却している。康永4年（1345年）には夢窓疎石の天龍寺供養に天皇の臨幸を仰いだ事に憤激した山門延暦寺大衆が犬神人に仰せ付けて破却しようとしている。このように犬神人の用務は一向宗・法華宗・禅宗などの宗徒住所破却など、山門の他宗弾圧の尖兵としての使役が多い。
その他、正平7年（1352年）ごろの『祇園執行日記』に散見する犬神人の用務は、境内触穢物取捨清掃、祭礼の警護、社家および山門の検断の住居破却の執行、地子などの譴責などである。時には数十人の犬神人が催集されており、度々の用務に「疲労」と称して出てこないこともあった。この記録の存在の他、祇園社が山門を背景に犬神人の新たな編成に乗り出したためか、南北朝時代には犬神人の活動が夥しく見られる。

## 坂者との混同・異同
前期、康永3年の「感神院所司等申状案」には「為社恩死賜非人之間、号犬神人、所相従祭礼以下諸神事也」と、祇園社の領域に居住する非人は犬神人であるということになっている。いわば論理の転換・拡大であるといえ、戦国時代から近世にかけての犬神人は弓矢町に集住していたが、南北朝期にはまだ三条～五条の広い範囲に渡っており、「宮川分犬神人」などがいる。また、関連は不明だが「犬法師」と呼ばれる者もあった。
この時代、犬神人と清水坂の坂者が同一視されていた。『師守記』貞治三年（1364年）3月14日条に、犬神人を別の所で坂者と称している。文和2年（1353年）、『八坂神社文書』1246号には、犬神人は山門西塔釈迦堂寄人で、ともに職掌人であると称しているが坂には触れていないが、同文書1253号には永正7年ごろ、「当坂者事、山門西塔院転法輪堂寄人、祇園御社犬神人」とあり、坂者と犬神人は同一のものであると同時に転法輪堂寄人となっている。
寛元2年（1244年）以前から奈良坂と激烈な闘争（奈良坂・清水坂両宿非人争論）を繰り広げていた「清水坂非人」集団と犬神人とが同じであるかどうかは不明である。しかし、承久の乱前に清水坂非人の先長吏法師を殺そうとした帳本の阿弥陀法師が祇園林に籠居して祇園を号したことから、坂非人の一部が犬神人になっていた可能性がある（宮内庁書陵部蔵、年月日未詳、「奈良坂非人陳状案断簡一通）。更には建保元年（1213年）に清水寺を延暦寺の末寺に寄進しようと「乞食法師」が諜書をつくり画策した事も無関係とは言えない（『明月記』）。
正平7年（1352年）ごろの犬神人は宿老、奉行を選出して集団を為しており、しかも「諸国犬神人」も存在した。これが犬神人の組織したものか、坂非人と同一化することで坂支配下の諸国末宿を諸国犬神人としたのかは判らない。前記永正7年ごろの申状には、西岡宿者は譜代百姓とあり、宿者全てが諸国犬神人になったとは考えられない。よって、清水坂非人と犬神人との実態が同一化したとて、犬神人の感神院―祇園社下級神職＝職掌人としての身分と、上下京の葬送・乞食の支配権を有した坂非人のの区別は守られていた。文安2年（1445年）東寺は三昧輿を使用して葬送を実施する権限を坂非人によって承認され、遺体の移動・火葬を坂に任せている。この定書には坂の執行部たる薩摩以下7名の署印花押がしてあり、また、坂之公文所（坂惣衆公文所）・沙汰人＝奏者、奉行・坂番頭中などの署名があり、これらが坂執行部と見られる。下部の非人との関係は不詳だが、犬神人の構成員と重複したとしても組織としては別物であった。
江戸時代においても非人銭請受は「坂豊後」でなされており（『八坂神社文書』1242号）、坂非人と犬神人は使い分けられていた。
犬神人は上下京の葬送権を独占していたといわれ、その起源は祇園の神輿渡御の道路清掃に基づくという説がある。だが神輿渡御や祇園祭礼は下京のみであるため、上下京に渡る独占の根拠とは考えにくい。『部落史用語辞典』では葬地と葬送従事に基づく独占であると推測している。既に文永12年（1275年）叡尊の非人施行に当たっての非人長吏の起請文の第一条に、葬送の時に身に付けた具足を取っても葬家に言って責め取ってはならぬと箇条があり、それが坂非人と犬神人との同一化の結果、神輿渡御の不浄物撤去に原因を求める説ができたのだろうとしている。また、東西本願寺門主の葬式には、宝来＝犬神人＝つるめそが、祇園祭礼と同じ服装で先導を務め、荼毘の事を行っているが、これも坂非人と犬神人との同一化の結果だろうとしている。

## 生活
祇園会神輿渡御の際、「六人の棒の衆」として先行し、法師姿で赤い布衣に白い布で覆面し、眼だけ出して八角棒を持つという。
犬神人は弓弦を作って売ったので「弦売り」「弦指」と呼ばれ、その「弦召せ」の呼び声から弦召（つるめそ）と呼ばれた。『七十一番職人歌合』においてもの弦売りの絵も、祇園祭礼と同じ様に僧形の覆面し、笠を被っている。
江戸時代、彼らの住所は弓矢町と呼ばれ、弓矢・弦・沓・弓懸を作った他、辻占いの一種「懸想文売り」を行った。この占いは細い畳紙の中に洗米二三粒を入れたもので、中世にも同じく賎民であった声聞師が卜占・寿祝を行っていた。これについて前記永正7年ごろの申状に元三日に中御戸で千秋萬歳の祝言を行う事が書かれてあり、江戸時代にも元日寅の刻に禁裏日華門で毘沙門経を唱える事がいわれており、これらも声聞師の千秋萬歳に繋がる。
『雍州府志』には犬神人が京中の寺院から埋葬料を取った事や正月二日に愛宕念仏寺で牛王加持を行いそれが「天狗酒盛」と呼ばれたとある。
中世の坂者で組織された犬神人が神輿を警固するための神役として祇園祭に参加する慣例は、近代以降も弓矢町の住民によって、神輿を先導する武者行列として受け継がれてきたが、鎧の修理費用不足により昭和49年を最後に武者姿での供奉は中断した。その後、京都の鎧師が修理を申し出、寄付や企業の協賛などを得て2025年に復活し、代々大将役を務めていた弓矢町の一族の子孫が51年ぶりの武者姿で参加した。